# 貝爾維尤 (愛荷華州)
貝爾維尤（英語：Bellevue）是一個位於美國愛荷華州傑克遜縣的城市。

## 地理
貝爾維尤的座標為42°15′33″N 90°25′35″W / 42.25917°N 90.42639°W，而該地的平均海拔高度為185米（即607英尺）。

## 人口
根據2010年美國人口普查的數據，貝爾維尤的面積為3.65平方千米，當中陸地面積為3.47平方千米，而水域面積為0.18平方千米。當地共有人口2191人，而人口密度為每平方千米600人。